# Ленинский район (Брест)
Ленинский район (белор. Ленінскі раён) — административная единица г. Бреста Республики Беларусь.
Адрес администрации: 224005 г. Брест, ул. Ленина, 13.

## История
Район образован в 1978 году.
За достижение в 2022 году наилучших показателей в сфере социально-экономического развития Ленинский район города Бреста признан победителем соревнования среди городов и районов в городах. Занесен на Республиканскую доску Почёта.
За достижение в 2023 году наилучших показателей в сфере социально-экономического развития Ленинский район г. Бреста (вместе с Московским и Центральным районами г. Минска) признан победителем соревнования (среди городов и районов в городах) и занесен на Республиканскую доску Почёта.

## Жилые районы
Микрорайоны старой застройки: Адамково, Аркадия, Берёзовка, Гершоны, Дубровка, Катин Бор, Козловичи, Лысая Гора, Мощенка, Плоска, Речица. Идёт активная застройка микрорайона Вулька-Подгородская.

## География
Находится на западе и юго-западе города, отделяясь от Московского района улицами: Московская, 28 июля, улицей Октябрьской революции, бульваром Космонавтов. Через район проходит река Мухавец.

## Предприятия
Крупные предприятия:
- СП «Санта Бремор» ООО
- Брестгазоаппарат
- Брестский мясокомбинат
- Брестский ликеро-водочный завод «Белалко» и др.

## Достопримечательности
На территории района:
- находится мемориал Брестская крепость-герой, музей обороны Брестской крепости
- находится музей «Спасённые художественные ценности»
- находится археологический музей «Берестье»
- сохранилось здание Костёла Воздвижения Святого Креста
- находится спортивный комплекс «Брестский»
- памятник воинам-интернационалистам и др.

## Образование
На территории района расположены 3 гимназии, 11 среднеобразовательных школ, 2 школы-сада, 28 ясли-садов.
ВУЗы:
- Брестский государственный университет имени А. С. Пушкина

## Культура
На территории расположены:
- Три театра: Брестский академический театр драмы, Брестский областной театр кукол
- Брестская областная библиотека имени М. Горького
- Кинотеатр «Беларусь»
- Брестский городской парк

## Спорт
Здесь расположена главная спортивная арена области — комплекс «Брестский»; стрелковый тир; спортивный комплекс «Олимп»; спортивный комплекс БФСО «Динамо»; бассейн «Нептун»; Брестское государственное областное училище олимпийского резерва, Брестский областной центр детско-юношеского туризма и экскурсий, а также 9 детско-юношеских спортивных школ.